# Cuexcomate (gejzírkúp)
A Cuexcomate egy nem működő gejzír kúpja Mexikó Puebla államának fővárosában, Pueblában. A köztudatban nem gejzírként él, hanem mint a világ legkisebb vulkánja.

## Leírása

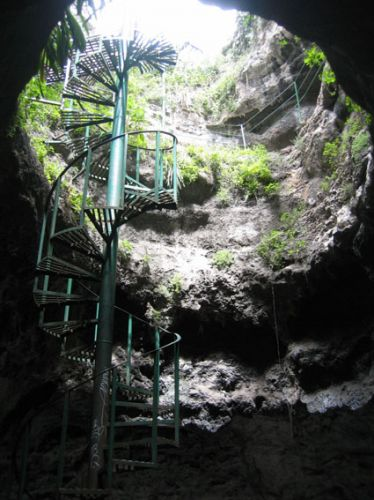
A „hegy” belsejébe vezető lépcső

A Cuexcomate neve a navatl nyelvű cuexcómatl szóból ered, ami agyagfazekat jelent, és szintén így hívnak egy ősi gabonatároló építménytípust is. A gejzírkúpról már 1585-ből is ismert egy leírás, ami megemlíti a rajta található mély lyukat is. Ebbe a lyukba, amiről a leírás azt írja, hogy büdös víz van az alján, mivel ide dobták le az indiánok a szertartásaik során feláldozott élőlényeket, ma fémből készült csigalépcső vezet le.
Egyes indián legendák szerint Cuexcomate Popocatépetl és Iztaccíhuatl gyermeke volt, mások pedig a rajta levő lyukat az ördög köldökének nevezik. Ebbe a lyukba nem csak az áldozatokat vetették bele, hanem később az öngyilkosok holttesteit is, mert úgy tartották, ők nem érdemlik meg, hogy temetőbe temessék őket. Szintén valószínű, hogy volt olyan időszak is, amikor élelmiszereket tároltak benne. Vannak, akik szerint belsejéből egy alagút is vezet a cholulai piramishoz, csak ezt az alagutat most balesetveszély miatt lezárták.